# 张著
张著（2世纪—3世纪），中国东汉末年军阀左将军领益州牧刘备势力将领。
建安二十四年（219年），刘备与丞相曹操争夺汉中，曹操运米到北山下，有数千万囊。刘备部下征西将军黄忠以为可取，率赵云所部士兵去取米。过了约定的期限，黄忠还没回来，赵云率数十骑出营接应黄忠，正逢曹操军大出，赵云被其前锋攻击，正战斗时，曹操大军到了，赵云被迫且战且退。曹操军战败又复合围攻赵云，赵云突围。张著在作战中受伤，赵云又驰马回营接应张著。曹军追杀到赵云营寨，此时沔阳长张翼在赵云营内，想闭门拒守，赵云入营后却大开营门，偃旗息鼓。曹操军疑其有伏兵而退去，又被赵云军所射，惊骇，自相践踏，多堕汉水中而死。
在罗贯中历史小说《三国演义》中，张著为牙将，在黄忠斩得夏侯渊首级去葭萌关上向刘备献功，刘备设宴庆贺时，来报说曹操自领大军二十万来为夏侯渊报仇，张郃正在米仓山搬运粮草，移于汉水北山脚下。诸葛亮安排黄忠与赵云同领一枝兵去，又令张著为副将同去。黄忠要张著相助，三更饱食，四更离营，杀到北山脚下，先捉张郃，后劫粮草。张著依令。当夜黄忠领人马在前，张著在后，偷过汉水，直到北山下。天亮时，见曹军粮积如山。少数看守军士见刘备军到，就弃粮而逃。黄忠正欲放火烧粮，张郃兵到，与黄忠混战一处。曹操闻知又令徐晃接应，围困黄忠。张著引三百军走脱正要回寨，又被文聘拦住去路，后面曹军又到围住张著。赵云见黄忠未回，引三千军向前接应，力战救出黄忠，杀透重围，又有军士指道：“东南上围的，必是副将张著。”于是赵云不回本寨，又望东南杀来，曹军见“常山赵云”四字旗号，知道他曾在当阳长坂坡血战之勇，都逃窜了，赵云又救了张著。曹操见赵云连救黄忠、张著，大怒，亲领左右将士来追杀赵云。后来曹操疑心赵云有伏兵而退去时，赵云、黄忠、张著各引兵一枝，追杀曹军，刘封、孟达也率二枝兵从米仓山路杀来放火烧粮草，曹操弃了北山粮草撤回南郑，徐晃、张郃也弃本寨而走。赵云占了曹寨，黄忠夺了粮草，汉水一战刘备军所得军器无数，大获胜捷，差人去报告刘备。刘备得知赵云征战经过，赞赵云“一身都是胆”。